# 濶少爺失威
《濶少爺失威》（英語：Volunteers）是一部上映于1985年的美国喜劇電影，由尼古拉斯·迈耶执导，汤姆·汉克斯和约翰·坎迪主演。

## 演员
- 汤姆·汉克斯 饰演 Lawrence Bourne III
- John Candy 饰演 Tom Tuttle From Tacoma
- 麗塔·威爾遜 饰演 Beth Wexler
- 提姆·湯默森 饰演 John Reynolds
- Gedde Watanabe 饰演 At Toon
- George Plimpton 饰演 Lawrence Bourne, Jr.
- Ernest Harada 饰演 Chung Mee
- 艾伦·阿伯斯 饰演 Albert Bardenaro
- 山德·貝克利 饰演 Kent Sutcliffe

## 票房
这部电影在首映周末就获得了5,184,360美元的票房，排名第二。该片最终在美国国内获得了19,875,740美元的总票房。